# Arquidiocese de Zagreb
A Arquidiocese de Zagreb (Archidiœcesis Zagrebiensis) é uma circunscrição eclesiástica da Igreja Católica situada em Zagreb, Croácia. Seu atual arcebispo é Dražen Kutleša. Sua Sé é a Catedral de Zagreb.
Possui 205 paróquias servidas por 570 padres, contando com 1211298 habitantes, com 82,8% da população jurisdicionada batizada.

## História
A diocese de Zagreb foi eregida em 1093 no território da antiga Diocese de Siscia (na atual Sisak), que havia sido eregida no século III e abandonada no século VII. Uma tentativa anterior de restaurar a diocese havia sido feita em 925 no Sínodo de Split. A ereção da diocese deve-se a uma iniciativa do rei, Ladislau I, que era aliado do antipapa Clemente III. A discordância com a Santa Sé que se seguiu seria resolvida apenas em 1227 pelo Papa Gregório IX.
Originalmente, a diocese de Zagreb era sufragânea de  Strigonium, mas a partir de 1180 tornou-se sufragânea de Kalocsa. Como tal, a diocese adotou o rito estrigoniense. Em 1511, foi impresso um Missale Zagrabiense, derivado do Missale Strigoniense de 1484, que permaneceu em uso até 1788, quando o Missale Strigoniense já cai em desuso há 150 anos. 
Em 17 de junho de 1777, ele cedeu uma parte de seu território à ereção da diocese de Szombathely.
Por muitos séculos, os bispos de Zagreb tentaram escapar da dependência da Igreja Húngara. Para esse desejo, o Papa Pio IX com a bula papal Ubu primum placuit de 11 de dezembro de 1852, elevou a Sé de Zagreb ao posto de arquidiocese metropolitana.
Em 5 de julho de 1997, ele cedeu outras partes de seu território em benefício da ereção das dioceses de Požega e de Varasdino.
Em 5 de dezembro de 2009, ele cedeu outras partes do território em benefício da construção das dioceses de Bjelovar-Križevci e de Sisak.

## Prelados
|                          | Nome                                     | Período    | Notas                                          |
| Arcebispos               | Arcebispos                               | Arcebispos | Arcebispos                                     |
| ------------------------ | ---------------------------------------- | ---------- | ---------------------------------------------- |
| 9º                       | Dražen Kutleša                           | 2023-      | Atual                                          |
| 8º                       | Josip Cardeal Bozanić                    | 1997-2023  | Arcebispo emérito                              |
| 7º                       | Franjo Cardeal Kuharić                   | 1970-1997  |                                                |
| 6º                       | Franjo Cardeal Šeper                     | 1960-1969  |                                                |
| 5º                       | Alojzije Viktor Cardeal Stepinac         | 1937-1960  |                                                |
| 4º                       | Antun Bauer                              | 1914-1937  |                                                |
| 3º                       | Juraj Posilović                          | 1894-1914  |                                                |
| 2º                       | Josip Cardeal Mihalović                  | 1870-1891  |                                                |
| 1º                       | Juraj Cardeal Haulík Váralyai            | 1852-1869  |                                                |
| Arcebispos-coadjutores   |                                          |            |                                                |
|                          | Dražen Kutleša                           | 2023       |                                                |
|                          | Franjo Šeper                             | 1954-1960  |                                                |
|                          | Alojzije Viktor Stepinac                 | 1934-1937  |                                                |
|                          | Antun Bauer                              | 1911-1914  |                                                |
| Bispos                   |                                          |            |                                                |
| 73º                      | Juraj Haulík Váralyai                    | 1837-1852  | Elevado à Arcebispo                            |
| 72º                      | Aleksandar Alagović                      | 1830-1837  |                                                |
| 71º                      | Maksimilijan Vrhovac                     | 1788-1827  |                                                |
| 70º                      | Josip Galjuf (Galyuff)                   | 1772-1786  |                                                |
| 69º                      | Ivan Krstitelj Paxy                      | 1770-1771  |                                                |
| 68º                      | Franjo Thauszy                           | 1752-1769  |                                                |
| 67º                      | František Xaver Klobušický               | 1748-1751  | Nomeado Arcebispo de Kalocsa                   |
| 66º                      | Juraj Branjug                            | 1727-1748  |                                                |
| 65º                      | Imre Esterházy, O.S.P.P.E.               | 1709-1727  | Nomeado Arcebispo de Esztergom                 |
| 64º                      | Martin Brajković                         | 1704-1708  |                                                |
| 63º                      | Stjepan Seliščević                       | 1695-1703  |                                                |
| 62º                      | Aleksandar Ignacije Mikulić Brokunovečki | 1688-1694  |                                                |
| 61º                      | Martin Borković                          | 1668-1687  |                                                |
| 60º                      | Petar Petretić                           | 1649-1667  | Nomeado Arcebispo de Kalocsa                   |
| 59º                      | Martin Bogdan                            | 1643-1647  |                                                |
| 58º                      | Benedikt Vinković                        | 1642-1642  |                                                |
| 57º                      | Franjo Ergelski Hasanović                | 1629-1637  |                                                |
| 56º                      | Petar Domitrović                         | 1613-1628  |                                                |
| 55º                      | Šimun Bratulić, O.S.P.P.E.               | 1603-1611  |                                                |
| 54º                      | Miklós Zelniczey Naprady                 | 1600-1602  |                                                |
| 53º                      | Gašpar Stankovački                       | 1589-1596  |                                                |
| 52º                      | Petar Herešinec                          | 1585-1587  | Nomeado Bispo de Győr (Raab)                   |
| 51º                      | Ivan Kranjčić Moslavački                 | 1578-1584  |                                                |
| 50º                      | Juraj Drašković von Trakošćan            | 1564-1578  | Nomeado Bispo de Győr (Raab)                   |
| 49º                      | Matija Bruman                            | 1560-1563  |                                                |
| 48º                      | Pavao Gregorijanec                       | 1550-1554  | Nomeado Bispo de Győr (Raab)                   |
| 47º                      | Wolfang Vuk de Gyula ?                   | 1548-1550  |                                                |
| 46º                      | Nikola Olah                              | 1543-1550  |                                                |
| 45º                      | Šimun Erdödy                             | 1519-1543  |                                                |
| 44º                      | Ivan Bakač Erdödy                        | 1511-1519  | Bispo eleito, renunciou ao episcopado          |
| 43º                      | Luka Baratin de Segedino                 | 1500-1510  |                                                |
| 42º                      | Osvald Thuz                              | 1466-1499  |                                                |
| 41º                      | Demetrij Čupor Moslavački                | 1465-1466  | Pela segunda vez, Nomeado Bispo de Győr (Raab) |
| 40º                      | Tamás Debrenthey, O.S.B.                 | 1454-1463  | Nomeado Bispo de Nitra                         |
| 39º                      | Benedikt de Zolio                        | 1453-1454  | Pela segunda vez                               |
| 38º                      | Demetrij Čupor Moslavački                | 1447-1453  | Nomeado Bispo de Knin (Tinin)                  |
| 37º                      | Benedikt de Zolio                        | 1440-1447  | Nomeado Bispo de Knin (Tinin)                  |
| 36º                      | Johannes Albeni (Ivan Alben)             | 1421-1433  |                                                |
| 35º                      | Eberhard Alben                           | 1410-1420  | Pela segunda vez                               |
| 34º                      | Andrea Scolari                           | 1406-1410  | Nomeado Bispo de Oradea Mare                   |
| 33º                      | Eberhard Alben                           | 1397-1406  | Nomeado Bispo de Oradea Mare                   |
| 32º                      | Ivan Šipuški                             | 1395-1397  |                                                |
| 31º                      | Ivan Smilo Bohemus                       | 1386-1394  |                                                |
| 30º                      | Pavao von Horvata                        | 1379-1386  |                                                |
| 29º                      | Dömötör Vaskúti                          | 1376-1379  | Nomeado Arcebispo de Esztergom                 |
| 28º                      | Stjepan Kaniški                          | 1356-1375  |                                                |
| 27º                      | Miklós Keszei                            | 1350-1356  | Nomeado Arcebispo de Kalocsa                   |
| 26º                      | Dionizije Lacković                       | 1349-1350  | Nomeado Arcebispo de Kalocsa                   |
| 25º                      | Giacomo da Piacenza                      | 1343-1348  |                                                |
| 24º                      | Ladislav von Kabola                      | 1326-1343  | Nomeado Arcebispo de Kalocsa                   |
| 23º                      | Giacomo de Corvo, O.P.                   | 1322-1326  | Nomeado Bispo de Quimper                       |
| 22º                      | Augustin Kažotić, O.P.                   | 1303-1322  | Nomeado Bispo de Lucera                        |
| 21º                      | Mihály Bői                               | 1295-1303  | Nomeado Arcebispo de Esztergom                 |
| 20º                      | Iwan I                                   | 1288-1295  |                                                |
| 19º                      | Anton I                                  | 1287-1287  |                                                |
| 18º                      | Timotej                                  | 1263-1287  |                                                |
| 17º                      | Farkazij                                 | 1263       | Bispo eleito                                   |
| 16º                      | Fülöp Szentgróti                         | 1248-1262  | Nomeado Arcebispo de Esztergom                 |
| 15º                      | Stjepan Babonić                          | 1225-1247  |                                                |
| 14º                      | Stjepan I                                | 1215-1225  |                                                |
| 13º                      | Gothard                                  | 1206-1214  |                                                |
| 12º                      | Dominik                                  | 1190-1206  |                                                |
| 11º                      | Ugrin                                    | 1185-1188  |                                                |
| 10º                      | Prodan                                   | 1170-1185  |                                                |
| 9º                       | Bernald von Catalaunia                   | 1162-1170  |                                                |
| 8º                       | Gotšald                                  | 1156-1161  |                                                |
| 7º                       | Verblen                                  | 1142-1155  |                                                |
| 6º                       | Macilin                                  | 1131-1142  |                                                |
| 5º                       | Francika                                 | 1116-1131  |                                                |
| 4º                       | Manases                                  | 1103-1113  |                                                |
| 3º                       | Sigismund                                | 1102       |                                                |
| 2º                       | Bartolomej                               | 1098-1102  |                                                |
| 1º                       | Duh von Hahót                            | 1093-?     |                                                |
| Bispos auxiliares        |                                          |            |                                                |
|                          | Mijo Gorski                              | 2010-      | Atual                                          |
|                          | Ivan Šaško                               | 2008-      | Atual                                          |
|                          | Valentin Pozaić, S.J.                    | 2005-2017  | Bispo auxiliar emérito                         |
|                          | Vlado Košić                              | 1998-2009  | Nomeado Bispo de Sisak                         |
|                          | Josip Mrzljak                            | 1998-2007  | Nomeado Bispo de Varaždin                      |
|                          | Marko Culej                              | 1992-1997  | Nomeado Bispo de Varaždin                      |
|                          | Juraj Jezerinac                          | 1991-1997  | Nomeado Ordinário Militar da Croácia           |
|                          | Djuro Kokša                              | 1978-1998  |                                                |
|                          | Mijo Škvorc, S.J.                        | 1970-1989  |                                                |
|                          | Josip Salač                              | 1970-1975  |                                                |
|                          | Franjo Kuharić                           | 1964-1970  | Elevado à Arcebispo                            |
|                          | Josip Lach                               | 1939-1983  |                                                |
|                          | Franjo Salis-Seewis                      | 1926-1967  |                                                |
|                          | Dominik Premuš                           | 1915-1934  |                                                |
|                          | Josip Lang                               | 1915-1924  |                                                |
|                          | Ivan Baptista Krapàc                     | 1904-1910  | Nomeado Bispo de Bosna (Djakovo) et Srijem     |
|                          | Franz Gašparić                           | 1884-1897  |                                                |
|                          | Ivan Pavlešić                            | 1871-1893  |                                                |
|                          | Pavao Gugler                             | 1868-?     |                                                |
|                          | Luka Petrović                            | 1868       | Morreu antes se ser consagrado                 |
|                          | Joannes Kraly                            | 1854-1883  |                                                |
|                          | Joseph (Josip) Salecz (Žalec)            | 1821-1833  |                                                |
|                          | Nicolaus Don                             | 1571-?     |                                                |
|                          | Paulus Zandinus                          | 1536-?     |                                                |
|                          | Polydor de Brixen, O. Cist.              | 1524-1534  |                                                |
|                          | Michael Herchi de Vadast                 | 1521-?     |                                                |
|                          | Etienne                                  | 1504-1519  |                                                |
|                          | Istvan Harztovuyeza                      | 1498-1505  |                                                |
|                          | György                                   | 1488-?     |                                                |
| Administrador apostólico |                                          |            |                                                |
|                          | Abel Kristoforov                         | 1438-1440  |                                                |